# 奕綸
貝勒奕綸（1790年7月28日—1836年6月9日），成郡王綿懃第二子，母妾趙氏，履親王系第四代。
他在乾隆五十五年六月（1790年）出生，嘉慶元年八月（1796年）過繼為履郡王綿惠之子，同年十一月接替養父成為履親王第四代，但因為履親王並非世襲罔替的爵位，因此他的封爵只是貝子。
嘉慶十四年正月朝廷升他為貝勒，但道光十五年八月（1835年）就因事降回貝子，到次年四月（1836年）他去世，虛齡四十七岁，同時朝廷追封他為貝勒，並由十子載鈖襲封履親王系第五代，不過需遞降為貝子襲封。